# Fågelbro
Fågelbro is een plaats in de gemeente Värmdö in het landschap Uppland en de provincie Stockholms län in Zweden. De plaats is opgedeeld in twee småorter: Fågelbro en Fågelbro (oostelijk deel) (Zweeds: Fågelbro (östra delen)). Fågelbro heeft 100 inwoners (2005) en een oppervlakte van 7 hectare. Fågelbro (oostelijk deel) heeft 54 inwoners een oppervlakte van 4 hectare.
Fågelbro ligt op het schiereiland Fågelbrolandet, dit schiereiland maakt deel uit van het via bruggen met het vasteland verbonden eiland Värmdö. De plaats wordt voornamelijk omringd door bos en ligt op een paar honderd meter van de Oostzee. In het zuiden grenst het dorp aan een golfbaan.